# U/F Argos
U/F Argos var ett svenskt statligt havsforskningsfartyg, som var Sveriges största havsforskningsfartyg. Fartyget, som ägdes av Fiskeriverket, var över 60 meter långt och hade tolv forskarhytter. Fartyget byggdes 1974 på Kalmar varv och ersatte Skagerak II. År 1993 genomfördes en omfattande ombyggnad av fartyget. Hemmahamn var Tångudden i Göteborg. Skrovet var i grunden detsamma som örlogsfartyget HMS Orion.

## Användning
Argos hade en central uppgift i Sveriges havsforskning och fiskerivetenskapliga undersökningar. Huvudområde var Östersjön, Kattegatt, Skagerack och östra Nordsjön där man tog vattenprover och kartlade fiskbeståndens storlek, utbredning och förändringar. Fartyget var byggt som en trålare och utrustat för havsforskning, speciellt fiskerivetenskapliga och hydrografiska undersökningar. Arbetsdäcket var utrustat för fiske med botten- och flyttrål.

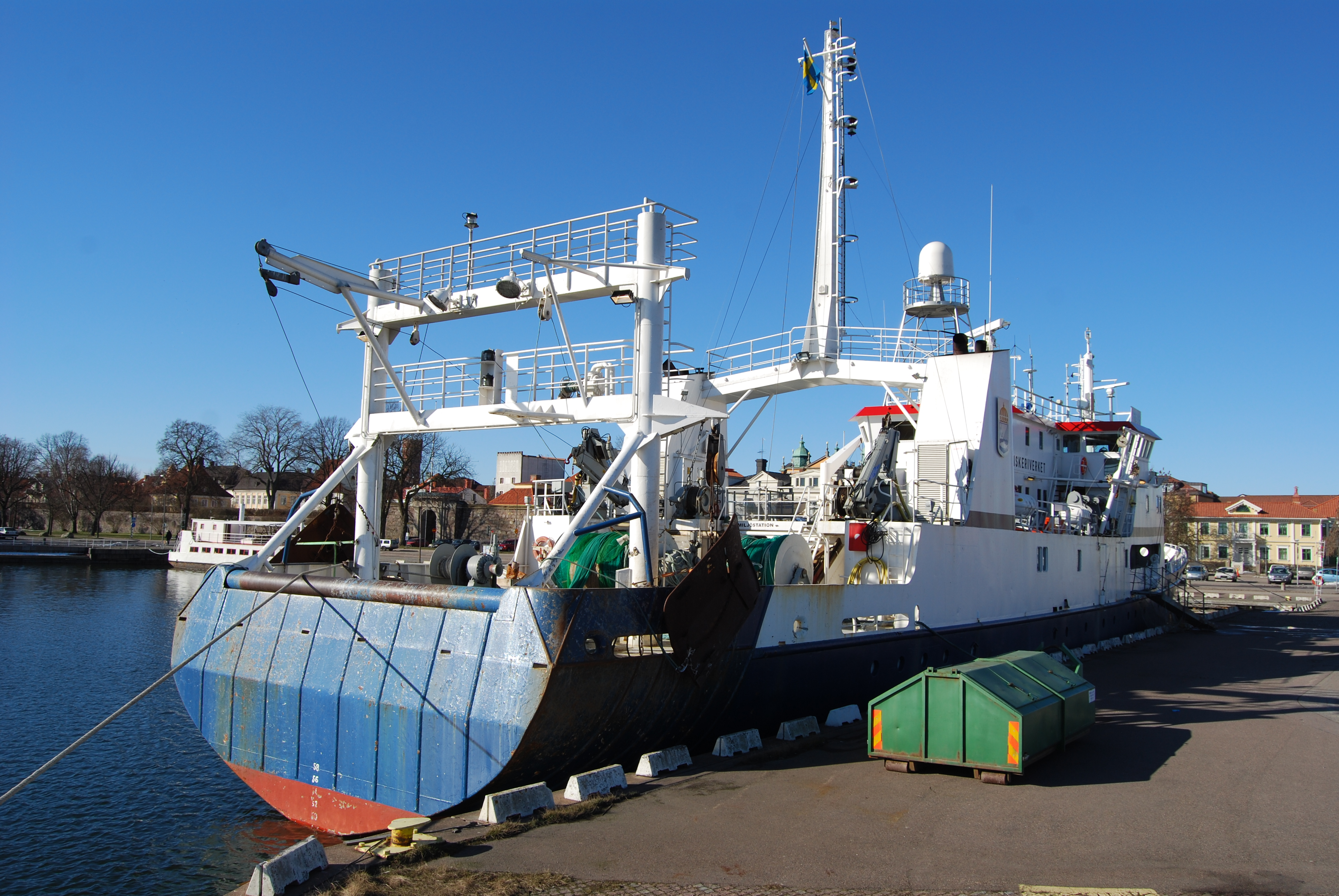
Argos akter var utrustat som ett fiskefartyg.

## Utrangering
På grund av Argos höga ålder togs fartyget ur bruk. På uppdrag av havsmiljöutredningen gjorde fiskeriverket år 2008 en kravspecifikation på ett ersättningsfartyg till Argos. I rapporten underströks vikten av att så snart som möjligt ersätta fartyget då fartygets skick medförde att risken för haveri var stor. SMHI instämde i förslaget att ersätta Argos med ett cirka 70 meter långt fartyg för att kunna genomföra miljöövervakning året runt under i stort sett alla väderförhållanden.
U/F Argos gick för skrotning till Danmark våren 2013. Argos ersattes som svenskt statligt havsforskningsfartyg av R/V Svea, ägd av Sveriges Lantbruksuniversitet, i juli 2019.